# Nyikolaj Nyikolajevics Szemjonov
Nyikolaj Nyikolajevics Szemjonov (oroszul: Никола́й Никола́евич Семёнов; Szaratov, 1896. április 15. – Moszkva, 1986. szeptember 25.) szovjet fizikus és kémikus. 1956-ban kémiai Nobel-díjjal tüntették ki, Sir Cyril Norman Hinshelwooddal megosztva, „a kémiai reakciók mechanizmusának feltárásában végzett kutatásaikért”.

## Életrajz
1917-ben végzett a Szentpétervári Állami Egyetemen. 1920-ban átvette a Leningrádi Fizikai–Műszaki Intézet (napjainkban: Ioffe Intézet) Elektronjelenségek Laboratóriumának vezetését. Előadást tartott a Politechnikai Intézetben és 1928-ban professzorrá nevezték ki. 1931-ben a Szovjet Tudományos Akadémia Kémiai–Fizikai Intézetének az igazgatója lett (1943-ban Moszkvába költözött az intézet). 1944-től a Moszkvai Állami Egyetem professzora.
1965-ben a Román Akadémia külföldi tiszteleti tagja lett.